# Wild T2

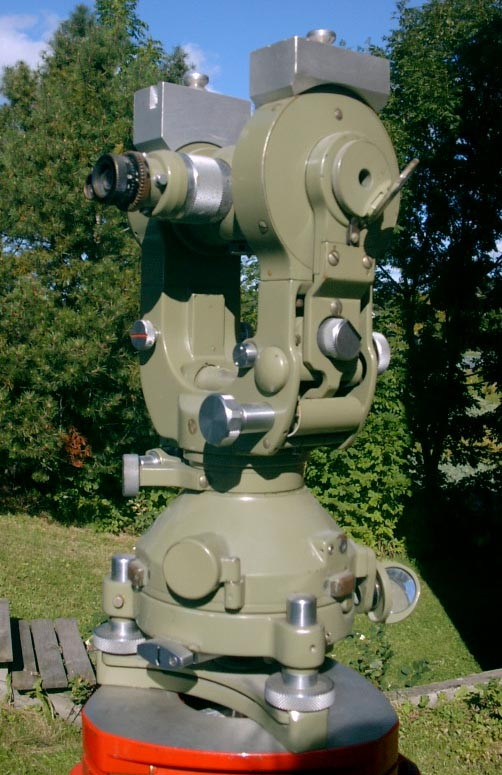
Vteřinový teodolit Wild T2

Wild T2 byl univerzální vteřinový teodolit, zkonstruovaný v roce 1921 a vyráběný firmou Wild Heerbrugg od roku 1923 do roku 1996. To bylo způsobeno pokrokovou konstrukcí Heinricha Wilda, která v oblasti opticko-mechanických teodolitů nebyla nikdy překonána. Změna přišla až s příchodem digitálních teodolitů a totálních stanic. Primárně byl určen pro práce v trignometrické síti nižšího řádu a pro přesné práce v inženýrské geodézii.

## Historie
Heinrich Wild po návratu z německé Jeny, kde zakládal výrobu geodetických přístrojů u firmy Carl Zeiss založil se sými společníky plukovníkem Jacobem Schmidheiny a geologem Dr. Robertem Helblingem opticko-mechanickou dílnu "Heinrich Wild, Werkstätte für Feinmechanik und Optik". Jedním z prvních produktů této firmy byl univerzální vteřinový teodolit Wild T2. Jeho vývoj začal v roce 1921 a na trh byl uveden v roce 1923. Vyráběl se s minimálními konstrukčními změnami až do roku 1996.

## Konstrukce
Konstrukčně se jednalo o jednoosý teodolit se skleněnými kruhy s limbem na postrk. Odečítací půomůckou byl koincidenční mikrometr s přesností 1cc / 1". Vyráběl se s šedesátinném i setiném dělení kruhu.
Teodolit byl určen pro tyto základní oblasti použití:
- měření v trigonometrické síti a přesné polygonometrii
- měření deformací v oblasti stavebnictví a strojírenství
- kontrolní laboratorní měření
- astronomické měření
- paralaktické měření vzdáleností (spolu se základnovou latí Wild GBL)[2]

Teodolit mohl využívat různá příslušenství, jako byly:
- úhlové nástavce
- autokolimační okulár
- laserový okulár
- nivelační libela
- speciální předsádka pro měření na slunce
- magnetický usměrňovač pro busolová měření